# Dariya Derkach
Dariya Derkach, o Dar'ja Derkač (in ucraino Дар'я Деркач?; Vinnycja, 27 marzo 1993), è una triplista ed ex lunghista italiana.
Può vantare 14 titoli italiani assoluti (7 outdoor e 7 indoor), 26 titoli italiani giovanili (10 promesse, 7 juniores ed altrettanti allieve, 2 cadette) ed un argento europeo indoor, conquistato a Istanbul 2023.

## Biografia
Nata in Ucraina nel 1993, vive con la famiglia in Italia dal 2002 in Campania, nel comune di Pagani.
La madre, Oksana, fu triplista di discreto valore ed il padre-allenatore Serhiy era specializzato nelle prove multiple.
A causa delle norme in vigore, Dariya Derkach non ha potuto gareggiare con la maglia azzurra fino al 2013; in questo lasso in tempo non ha mai accettato di tesserarsi per altre nazionali, nonostante le proposte giunte dalla Federazione ucraina, dalla Spagna e dal Qatar.
A livello giovanile, ha collezionato in 9 anni 23 titoli italiani, suddivisi tra salto in lungo, salto triplo e prove multiple; questo perché, pur non avendo la cittadinanza italiana, ai campionati italiani per le categorie giovanili gareggiano e possono fregiarsi del titolo tricolore anche gli atleti non nati in Italia, ma in attesa di cittadinanza. Nel 2011 figurava nella lista delle migliori prestazioni mondiali under 20 nel salto triplo con la misura di 13,56 m e del salto in lungo con 6,55 m. Misure che le avrebbero consentito la partecipazione nelle principali competizioni mondiali ed europee di categoria (juniores nel 2010 e/o europei under 23 nel 2011) se non fossero sorti problemi di cittadinanza. Ad esempio nel 2010, pur essendo ben piazzata nelle liste mondiali, ha rifiutato di gareggiare ai mondiali juniores di Moncton in Canada per l'Ucraina, decisa a difendere solo i colori della Nazionale italiana già a partire dai Giochi olimpici di Londra 2012; ha però ottenuto la cittadinanza italiana solo nel maggio 2013.
Agli Europei under 23 di Tampere in Finlandia dello stesso anno conquista la sua prima medaglia per l'Italia, ottenendo l'argento nel salto triplo con la misura di 13,56 m, primato personale eguagliato e poi termina 6ª nel salto in lungo.
Nel giugno del 2013 ha esordito con la Nazionale assoluta italiana negli Europei a squadre svoltisi a Gateshead in Gran Bretagna: ha terminato al 6º posto nella gara di salto in lungo; ai Mondiali russi a Mosca non è riuscita a qualificarsi per la finale, sempre nel salto in lungo, terminando in 28ª posizione complessiva.
Nel 2014 ottiene due medaglie ai Giochi del Mediterraneo under 23 disputatisi in Francia, ad Aubagne, l'argento nel triplo e il bronzo nel lungo. Non riesce a qualificarsi per la finale nel salto triplo agli Europei di Zurigo in Svizzera, terminando alla fine al 21º posto.
Nel 2015 agli Europei indoor di Praga in Repubblica Ceca non riesce a superare il turno di qualificazione per la finale del salto triplo e termina al 21º posto complessivo, stesso piazzamento dell'anno prima agli Europei a Zurigo. Ottiene poi un 4º posto nel triplo agli Europei under 23 svoltisi a Tallinn, in Estonia.
Nel 2016 partecipa alle Olimpiadi di Rio de Janeiro, non ottenendo la qualificazione in finale.
Negli anni successivi continua a partecipare stabilmente alle varie competizioni internazionali con l'Italia, riuscendo però raramente a passare i turni di qualificazione (è il caso, per esempio, delle Olimpiadi di Tokyo, concluse al 21º posto).
Nel 2023, tuttavia, riesce ad ottenere la sua prima medaglia internazionale a livello assoluto, conquistando l'argento nel salto triplo agli europei indoor di Istanbul con la misura di 14,20 m, alle spalle solamente della turca Tuğba Danışmaz. Sempre nello stesso anno partecipa ai campionati mondiali di Budapest, durante i quali riesce a qualificarsi per la finale, conclusa all'ottavo posto in 14,36 m.
Il 16 settembre partecipa alle finali della Diamond League 2023 ad Eugene; nell'occasione migliora il suo record personale nel salto triplo, facendo segnare la misura di 14,52 m e chiudendo la gara al quarto posto.

## Record nazionali
Promesse
- Salto in lungo: 6,67 m ( Rieti, 15 giugno 2013)[12]
- Salto in lungo indoor: 6,42 m ( Ancona, 8 febbraio 2014)[13]

Juniores
- Salto in lungo indoor (straniera): 6,45 m ( Ancona, 13 febbraio 2011)[13]
- Salto triplo indoor (straniera):  13,56 m ( Ancona, 12 febbraio 2011)[13]

Cadette
- Pentathlon (80 metri ostacoli, salto in alto, tiro del giavellotto, salto in lungo, 600 metri piani): 4.648 punti ( Roma, 11 ottobre 2008)[12]

## Progressione

### Salto in lungo
| Stagione | Misura | Luogo    | Data      | Rank. Mond. |
| -------- | ------ | -------- | --------- | ----------- |
| 2022     | 6,37 m | Formia   | 24-9-2022 | 160ª        |
| 2019     | 5,84 m | Firenze  | 26-6-2019 | 1222ª       |
| 2018     | 5,82 m | Ostia    | 6-5-2018  | 1211ª       |
| 2017     | 6,00 m | Rieti    | 21-5-2017 | 603ª        |
| 2016     | 6,17 m | Rieti    | 22-5-2016 | 309ª        |
| 2015     | 6,52 m | Rieti    | 12-6-2015 | 87ª         |
| 2014     | 6,42 m | Rovereto | 19-7-2014 | 104ª        |
| 2013     | 6,67 m | Rieti    | 15-6-2013 | 35ª         |
| 2012     | 6,27 m | Misano   | 15-6-2012 | 256ª        |
| 2011     | 6,55 m | Nembro   | 1-7-2011  | 80ª         |
| 2010     | 6,07 m | Isernia  | 5-9-2010  | 472ª        |
| 2009     | 6,12 m | Marano   | 5-7-2009  | 328ª        |
| 2008     | 5,94 m | Formia   | 2-7-2008  | 731ª        |

### Salto in lungo indoor
| Stagione | Misura | Luogo  | Data      | Rank. Mond. |
| -------- | ------ | ------ | --------- | ----------- |
| 2023     | 6,17 m | Ancona | 21-1-2023 | 183ª        |
| 2020     | 6,05 m | Ancona | 25-1-2020 | 280ª        |
| 2016     | 6,29 m | Ancona | 6-3-2016  | 104ª        |
| 2015     | 6,22 m | Ancona | 7-2-2015  | 130ª        |
| 2014     | 6,42 m | Ancona | 8-2-2014  | 49ª         |
| 2013     | 6,29 m | Ancona | 27-1-2013 | 93ª         |
| 2011     | 6,45 m | Ancona | 13-2-2011 | 43ª         |
| 2010     | 5,93 m | Napoli | 24-1-2010 | 390ª        |
| 2008     | 5,75 m | Napoli | 9-3-2008  | 693ª        |

### Salto triplo
| Stagione | Misura  | Luogo      | Data      | Rank. Mond. |
| -------- | ------- | ---------- | --------- | ----------- |
| 2024     | 14,35 m | Parigi     | 2-8-2024  |             |
| 2023     | 14,52 m | Eugene     | 16-9-2023 | 12ª         |
| 2022     | 14,12 m | Padova     | 4-9-2022  | 26ª         |
| 2021     | 14.47 m | Rovereto   | 27-6-2021 | 17ª         |
| 2020     | 13,56 m | Padova     | 30-8-2020 | 54ª         |
| 2019     | 13,26 m | Bressanone | 28-7-2019 | 169ª        |
| 2018     | 14,05 m | Ávila      | 10-7-2018 | 35ª         |
| 2017     | 14,06 m | Orvieto    | 28-5-2017 | 27ª         |
| 2016     | 14,15 m | Rieti      | 26-6-2016 | 30ª         |
| 2015     | 13,53 m | Rieti      | 13-6-2015 | 103ª        |
| 2014     | 13,56 m | Latina     | 25-5-2014 | 102ª        |
| 2013     | 13,92 m | Rieti      | 16-6-2013 | 57ª         |
| 2012     | 13,09 m | Rieti      | 26-6-2012 | 255ª        |
| 2011     | 13,56 m | Firenze    | 4-6-2011  | 121ª        |
| 2010     | 13,04 m | Marano     | 16-5-2010 | 251ª        |
| 2009     | 13,05 m | Marano     | 4-7-2009  | 250ª        |
| 2008     | 12,42 m | Scafati    | 21-6-2008 | 643ª        |

### Salto triplo indoor
| Stagione | Misura  | Luogo  | Data      | Rank. Mond. |
| -------- | ------- | ------ | --------- | ----------- |
| 2023     | 14,25 m | Ancona | 21-1-2023 | 12ª         |
| 2022     | 14,26 m | Ancona | 26-2-2022 | 11ª         |
| 2021     | 13,82 m | Ancona | 21-2-2021 | 24ª         |
| 2020     | 13,43 m | Ancona | 2-2-2020  | 56ª         |
| 2018     | 13,36 m | Ancona | 28-1-2018 | 64ª         |
| 2017     | 14,05 m | Ancona | 19-2-2017 | 13ª         |
| 2015     | 13,84 m | Padova | 21-2-2015 | 28ª         |
| 2014     | 13,51 m | Ancona | 9-2-2014  | 48ª         |
| 2013     | 12,98 m | Ancona | 17-2-2013 | 131ª        |
| 2011     | 13,56 m | Ancona | 12-2-2011 | 57ª         |
| 2009     | 12,68 m | Ancona | 14-2-2009 | 218ª        |

## Palmarès
| Anno | Manifestazione          | Sede           | Evento         | Risultato | Prestazione | Note                                     |
| ---- | ----------------------- | -------------- | -------------- | --------- | ----------- | ---------------------------------------- |
| 2013 | Europei U23             | Tampere        | Salto in lungo | 6ª        | 6,45 m      | [ 14 ]                                   |
| 2013 | Europei U23             | Tampere        | Salto triplo   | Argento   | 13,56 m     | [ 14 ]                                   |
| 2013 | Mondiali                | Mosca          | Salto in lungo | 28ª (q)   | 6,16 m      | [ 14 ]                                   |
| 2014 | Mediterraneo U23        | Aubagne        | Salto in lungo | Bronzo    | 6,09 m      | [ 15 ]                                   |
| 2014 | Mediterraneo U23        | Aubagne        | Salto triplo   | Argento   | 13,81 m     | [ 16 ]                                   |
| 2014 | Europei                 | Zurigo         | Salto triplo   | 21ª (q)   | 13,06 m     | [ 17 ]                                   |
| 2015 | Europei indoor          | Praga          | Salto triplo   | 21ª (q)   | 13,40 m     | [ 18 ]                                   |
| 2015 | Europei U23             | Tallinn        | Salto in lungo | 20ª (q)   | 6,00 m      |                                          |
| 2015 | Europei U23             | Tallinn        | Salto triplo   | 4ª        | 13,88 m     | [ 19 ]                                   |
| 2016 | Europei                 | Amsterdam      | Salto triplo   | 10ª       | 13,89 m     |                                          |
| 2016 | Giochi olimpici         | Rio de Janeiro | Salto triplo   | 28ª (q)   | 13,56 m     |                                          |
| 2017 | Europei indoor          | Belgrado       | Salto triplo   | 13ª (q)   | 13,69 m     |                                          |
| 2018 | Giochi del Mediterraneo | Tarragona      | Salto triplo   | 8ª        | 13,39 m     |                                          |
| 2018 | Europei                 | Berlino        | Salto triplo   | nm (q)    | nm (q)      |                                          |
| 2021 | Giochi olimpici         | Tokyo          | Salto triplo   | 21ª (q)   | 13,90 m     |                                          |
| 2022 | Mondiali indoor         | Belgrado       | Salto triplo   | 15ª       | 13,67 m     |                                          |
| 2022 | Europei                 | Monaco         | Salto triplo   | 14ª (q)   | 13,65 m     |                                          |
| 2023 | Europei indoor          | Istanbul       | Salto triplo   | Argento   | 14,20 m     |                                          |
| 2023 | Mondiali                | Budapest       | Salto triplo   | 8ª        | 14,36 m     | Miglior prestazione personale stagionale |
| 2024 | Europei                 | Roma           | Salto triplo   | 8ª        | 14,03 m     |                                          |
| 2024 | Giochi olimpici         | Parigi         | Salto triplo   | 8ª        | 14,14 m     |                                          |

## Campionati nazionali
- 7 volte campionessa nazionale assoluta di salto triplo (2014, 2016, 2017, 2020, 2021, 2022, 2024)
- 1 volta campionessa nazionale assoluta indoor di salto in lungo (2014)
- 6 volte campionessa nazionale  assoluta indoor di salto triplo (2015, 2017, 2020, 2021, 2022, 2023)
- 2 volte campionessa nazionale promesse di salto in lungo (2013, 2015)
- 2 volte campionessa nazionale promesse di salto triplo (2013, 2015)
- 2 volte campionessa nazionale promesse indoor di salto in lungo (2013, 2014)
- 3 volte campionessa nazionale promesse indoor di salto triplo (2013, 2014, 2015)
- 1 volta campionessa nazionale promesse indoor di pentathlon (2013)
- 2 volte campionessa nazionale juniores di salto in lungo (2011, 2012)
- 2 volte campionessa nazionale juniores di salto triplo (2011, 2012)
- 1 volta campionessa nazionale juniores indoor di salto in lungo (2011)
- 1 volta campionessa nazionale juniores indoor di salto triplo (2011)
- 1 volta campionessa nazionale juniores indoor di pentathlon (2011)
- 2 volte campionessa nazionale allieve di salto triplo (2009, 2010)
- 1 volta campionessa nazionale allieve di eptathlon (2010)
- 1 volta campionessa nazionale allieve indoor dei 60 m hs (2010)
- 1 volta campionessa nazionale allieve indoor di salto triplo (2009)
- 2 volte campionessa nazionale allieve indoor di tetrathlon (2009, 2010)
- 2 volte campionessa nazionale cadette di pentathlon (2007, 2008)

2007
- Oro ai campionati italiani cadetti (Ravenna), pentathlon - 4 109 p.[20]

2008
- Oro ai campionati italiani cadetti (Roma), pentathlon - 4 648 p.[21]

2009
- Oro ai campionati italiani allievi di prove multiple indoor (Ancona), tetrathlon - 3 012 p.[22]
- 4ª ai campionati italiani allievi indoor (Ancona), 60 m hs - 8"84[23]
- Oro ai campionati italiani allievi indoor (Ancona), salto triplo - 12,68 m[24]
- Argento ai campionati italiani allievi di prove multiple (Busto Arsizio), 3 722 p.[25]
- Oro ai campionati italiani allievi (Grosseto), salto triplo - 12,15 m[26]

2010
- Oro ai campionati italiani allievi di prove multiple indoor (Ancona), tetrathlon - 2 869 p.[27]
- Oro ai campionati italiani allievi indoor (Ancona), 60 m hs - 8"65[28]
- Argento ai campionati italiani allievi indoor (Ancona), salto in lungo - 5,87 m[29]
- Oro ai campionati italiani allievi di prove multiple (Biella), eptathlon - 5 211 p.[30]
- Oro ai campionati italiani allievi (Rieti), salto triplo - 12,94 m[31]

2011
- Oro ai campionati italiani juniores di prove multiple indoor (Ancona), pentathlon - 3 816 p.[32]
- Oro ai campionati italiani juniores indoor (Ancona), salto in lungo - 6,45 m[33]
- Oro ai campionati italiani juniores indoor (Ancona), salto triplo - 13,56 m[34]
- Oro ai campionati italiani juniores (Bressanone), salto in lungo - 6,32 m[35]
- Oro ai campionati italiani juniores (Bressanone), salto triplo - 13,30 m[36]

2012
- Oro ai campionati italiani juniores (Misano Adriatico), salto in lungo - 6,38 m[37]
- Oro ai campionati italiani juniores (Misano Adriatico), salto triplo - 13,64 m[38]
- Bronzo ai campionati italiani juniores (Misano Adriatico), 4x100 m - 48"23[39]

2013
- Oro ai campionati italiani promesse di prove multiple indoor (Ancona) pentathlon - 3 969 p.[40]
- 1ª ai campionati italiani assoluti indoor (Ancona), salto in lungo - 6,20 m (fuori gara)[41]
- Oro ai campionati italiani promesse indoor (Ancona), salto in lungo - 6,20 m[42]
- 6ª ai campionati italiani assoluti indoor (Ancona), salto triplo - 12,98 m[43]
- Oro ai campionati italiani promesse indoor Ancona), salto triplo - 12,98 m[44]
- Oro ai campionati italiani promesse (Rieti), salto in lungo - 6,67 m[45]
- Oro ai campionati italiani promesse (Rieti), salto triplo - 13,92 m[46]
- Argento ai campionati italiani assoluti (Milano), salto in lungo - 6,20 m[47]
- 7ª ai campionati italiani assoluti (Milano), salto triplo - 12,70 m[48]

2014
- Oro ai campionati italiani promesse indoor (Ancona), salto in lungo - 6,42 m[49]
- Oro ai campionati italiani promesse indoor (Ancona), salto triplo - 13,51 m[50]
- Oro ai campionati italiani assoluti indoor (Ancona), salto in lungo - 6,28 m[51]
- Bronzo ai campionati italiani assoluti indoor (Ancona), salto triplo - 13,36 m[52]
- Argento ai campionati italiani promesse (Torino), salto in lungo - 6,12 m[53]
- Argento ai campionati italiani assoluti (Rovereto), salto in lungo - 6,42 m[54]
- Oro ai campionati italiani assoluti (Rovereto), salto triplo - 13,10 m[55]

2015
- Argento ai campionati italiani assoluti di prove multiple indoor (Padova), pentathlon - 4 032 p.[56]
- Argento ai campionati italiani promesse di prove multiple indoor (Padova), pentathlon - 4 032 p.[57]
- Bronzo ai campionati italiani promesse indoor (Ancona), salto in lungo - 6,22 m[58]
- Oro ai campionati italiani promesse indoor (Ancona), salto triplo - 13,42 m[59]
- 4ª ai campionati italiani assoluti indoor (Padova), salto in lungo - 6,19 m[60]
- Oro ai campionati italiani assoluti indoor (Padova), salto triplo - 13,84 m[61]
- Oro ai campionati italiani promesse (Rieti), salto in lungo - 6,52 m[62]
- Oro ai campionati italiani promesse (Rieti), salto triplo - 13,53 m[63]

2019
- Argento ai Campionati italiani assoluti (Bressanone), salto triplo - 13,26 m

2020
- Oro ai Campionati italiani assoluti indoor (Ancona), salto triplo - 13,40 m
- Oro ai Campionati italiani assoluti (Padova), salto triplo - 13,56 m

2021
- Oro ai Campionati italiani assoluti indoor (Ancona), salto triplo - 13,82 m
- Oro ai Campionati italiani assoluti (Rovereto), salto triplo - 14,47 m

2022
- Oro ai Campionati italiani assoluti indoor (Ancona), salto triplo - 14,26 m
- Oro ai Campionati italiani assoluti (Rieti), salto triplo - 13,99 m

2023
- Oro ai Campionati italiani assoluti indoor (Ancona), salto triplo - 14,12 m
- Argento ai Campionati italiani assoluti (Molfetta), salto triplo - 13,93 m

2024
- 6ª ai campionati italiani assoluti indoor, salto in lungo - 6,09 m
- Oro ai campionati italiani assoluti (La Spezia), salto triplo - 14,19 m

## Altre competizioni internazionali
2011
- Oro in Coppa dei Campioni U20 per club ( Castellón), 100 m hs - 13"83[64]
- Oro in Coppa dei Campioni U20 per club ( Castellón), salto in lungo - 6,21 m[64]
- Oro in Coppa dei Campioni U20 per club ( Castellón), 4×100 m - 47"37[64]

2013
- 6ª nella First League degli Europei a squadre ( Gateshead), salto in lungo - 6,21 m[14]

2024
- Bronzo al Kamila Skolimowska Memorial ( Chorzów), salto triplo - 14,02 m